# Широбоков, Эдуард Владимирович
Эдуард Владимирович Широбоков — действующий тренер по ММА Санкт-Петербургского клуба единоборств «Александр Невский», первый главный тренер сборной Санкт-Петербурга по ММА (2012), первый главный тренер Сборной России по ММА (2012—2014). МСМК по Кикбоксингу, Кандидат в Мастера Спорта по Боксу, Чёрный пояс (третий Дан) по Каратэ Киокушинкай Будокай и KOI Первый в истории чемпион г. Брянска по боям без правил (2001 год). Сертифицированный инструктор по фитнес-программе Les Mills, функциональной подготовке и кроссфиту. Являлся тренером клуба Red Devil.

## Биография
Родился 3 октября 1978 года в городе Брянск. Работал и тренировался в городе Брянске до 2006 года, после чего был приглашен на работу в Москву, позже переехал жить и работать в Санкт-Петербург, где основал клуб «Александр Невский». Принимал участие в подготовке к боям и секундировал: Александра Емельяненко, Сергея Морозова, Раула Тутатраули, Кенни Гарнера, Марата Гафурова.
Активно занимается благотворительной деятельностью, ведет регулярную работу с частями Росгвардии и ВДВ, с детскими домами и интернатами для трудных подростков. Принимает участие в организации и проведении спортивных мероприятий.

## Воспитанники
- Михаил Заяц — претендент на титул чемпиона мира в полутяжелом весе по версии M-1 Challenge (2011)
- Максим Дивнич — чемпион мира в легком весе по версии M-1 Challenge (2014)
- Павел Витрук — чемпион мира в легчайшем весе по версии M-1 Challenge (2017)
- Марат Балаев — чемпион мира в полулегком весе по версии ACA(2017)
- Батраз Агнаев — чемпион мира в полутяжелом весе по версии ACA(2017)
- Никита Чистяков — претендент на титул чемпиона мира в легчайшем весе по версии FightNights
- Олег Хачатуров — Серебряный призёр Чемпионата Мира по ММА.
- Василий Козлов — чемпион СПБ по ММА (юниоры), чемпион СПБ по кудо, бронзовый призёр Чемпионата России по кудо, на контракте с лигой M-1 Global.
- Михаил Кузнецов — Победитель турнира по смешанным единоборствам Warriors Way 2013, 2014, на контракте с лигой M-1 Global.
- Михаил Рядняный — чемпион турниров White Rex, Strelka, чемпион Санкт-Петербурга по ММА и Панкратиону